# 中美海纜
中美海纜（英語：China-US Cable Network，简称：CUCN）是連接亞太地區多國的海底電纜。由23个电信机构共同出资建造，于1997年12月开工建设，其中的北线于1999年12月初全部建成，并于2000年1月19日正式投入使用，南段于2001年4月27日投入使用，是亚洲各国连通美国的主要电信线路之一。
设计线路为4对光纤，分跨洋的南北线，与靠中国大陆东海岸侧和美国西海岸侧的东西线，从而形成相互自愈的环状网络，全长30000千米，提供8波长，每波长2.5Gb/s的通信能力，设计有为每秒5.12Tb，初始配置为每秒1.28Tb。
2016年12月，由於維護成本上升，經中美海纜管理委員會的一致同意，中美海纜將在2016年底退役，其功能由亚太直达海底光缆代替。

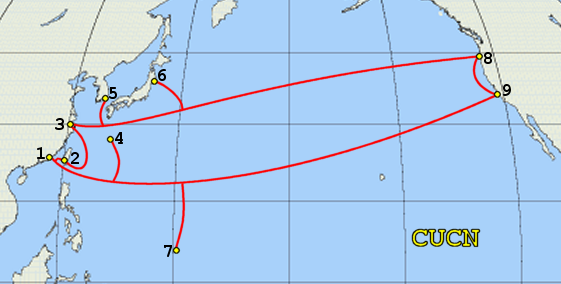
中美海纜線路

## 电缆上岸点
中美海纜有以下的海纜登陸點：
- 中國大陸
  - 廣東省汕頭市汕头国际海缆登陆站（1）
  - 上海市崇明區 （3）
- 台灣屏東縣枋山鄉（2）
- 日本
  - 沖繩縣（4）
  - 千葉縣南房總市（6）
- 南韓釜山市（5）
- 關島塔穆寧村Tanguisson Point（7）
- 美國
  - 俄勒岡州庫斯縣班頓（8）
  - 美國加州聖路易歐比斯波郡聖路易歐比斯波（9）

## 中断事件
- 2001年9月20日，南段（汕头—美国SLO）、西段（汕头—上海崇明）、亚欧海缆S2段，分别在汕头海缆站附近10.16公里和1.43公里处中断，事故原因可能是台风吹动锚泊的货船，锚链将海缆挂断所致。导致中国至北美段的網際網路线路、汕头至新加坡段的话音和专线线路受影响，台湾经上海崇明转至北美的线路不受影响。中国电信采用迂回路由已恢复了大部分中断线路。 [4]

## 外部連結
- https://web.archive.org/web/20030823170202/http://www.chinatelecom.com.cn/isd/indexen_017.htm 取自2006年4月19日
- https://web.archive.org/web/20060821065708/http://www.ntt.co.jp/news/news97e/971212.html 取自2006年4月19日
- https://web.archive.org/web/20060112155348/http://www.ortcc.org/PDF/meetings/112004/minutes111904.pdf 取自2006年4月19日
- https://web.archive.org/web/20060324033423/http://www.starhub.com/business/productsandservices/dataservices/iplc/IPLC+Cable+Route+Map.pdf. 取自2006年4月19日